# 나카자와 유지
나카자와 유지(일본어: 中澤 佑二, 1978년 2월 25일 ~ )는 일본의 전 축구 선수로 포지션은 센터백이다.
트레이드마크인 갈기머리 덕분에 '봄버(BOMBER)', '아시아의 발데라마'등의 별명을 가지고 있다.

## 구단 경력
우수한 신체조건을 활용한 제공권 장악력과 세트 피스 득점력이 뛰어나며, 수비진 조율과 몸싸움도 우수하다. 2014, 2015년 2년 연속 J리그 전 경기 출장 기록을 세웠다.　J리그의 요코하마 F. 마리노스에서 뛰고 있다가 2019년 1월 8일에 은퇴를 선언했다.

## 국가대표팀 경력
그는 1999년 9월 8일 이란과의 경기에서 일본 국가대표팀에 데뷔했다.
2000년 하계 올림픽에 참가할 일본 U-23 국가대표팀에 발탁되었으며, 4경기에 출전했다.
2000년 AFC 아시안컵, 2004년 AFC 아시안컵, 2006년 FIFA 월드컵, 2007년 AFC 아시안컵과 2010년 FIFA 월드컵에 참가하였으며 2010년 2월 14일 일본 도쿄 국립경기장에서 열린 대한민국과의 동아시아컵 경기에서 A매치 100경기 출전 기록을 달성하면서 FIFA 센추리 클럽에 가입하였으며 2010년 FIFA 월드컵을 끝으로 대표팀에서 은퇴했다. 그는 2010년까지 국제 A매치 통산 110경기에 출전, 17득점을 넣었다.

## 통계
| 일본 | 일본 | 일본 |
| 연도 | 출전 | 득점 |
| ---- | ---- | ---- |
| 1999 | 1    | 0    |
| 2000 | 6    | 2    |
| 2001 | 2    | 0    |
| 2002 | 1    | 0    |
| 2003 | 4    | 0    |
| 2004 | 15   | 5    |
| 2005 | 12   | 1    |
| 2006 | 12   | 1    |
| 2007 | 13   | 2    |
| 2008 | 16   | 4    |
| 2009 | 14   | 2    |
| 2010 | 14   | 0    |
| 통산 | 110  | 17   |

## 같이 보기
- A매치 100경기 이상 출전한 축구 선수 명단